# Дмитрівська, 19
Садиба на Дмитрівській — комплекс із колишніх прибуткових будинків № 19-А і 19-Б, розташованих у Києві, на Дмитрівській вулиці.
Дослідники зараховують садибу до цінних зразків історичної забудови вулиці.
Наказом Головного управління охорони культурної спадщини № 10/34-11 від 10 червня 2011 року будівлі внесені до переліку щойновиявлених об'єктів культурної спадщини місцевого значення.

## Історія ділянки
У другій половині ХІХ сторіччя згадується, що на території садиби стояли одноповерхові дерев'яні споруди. 1882 року ділянка належала різним власникам — чиновнику Циганкову, Еразму Фашовичу. Близько 1898 року вона перейшла у володіння до заможного селянина Миколи Жилинського. На його замовлення у 1901—1902 роках у садибі розібрали дерев'яні споруди й на їхньому місці звели дві чолові кам'яниці — № 19-А і 19-Б) і два флігелі (не збереглись).
На початку XXI сторіччя дворові флігелі знищили та звели житловий комплекс.

## Архітектура
Кам'яниця № 19-Б (1902 року) — цегляна, чотириповерхова, з тильного боку — п'ятиповерхова, односекційна, пофарбована у червоний колір (з тилу в зелений), прямокутна у плані споруда. Має цоколь, пласкі перекриття, двосхилий дах, бляшане покриття.
Чоловий фасад вирішений у стилі історизму з рисами неоренесансу. Симетрична композиція фасаду тривісна. Будівля фланкована бічними розкріповками, увінчаними напівкруглими фронтонами. Центральна вісь підкреслена ризалітом із парадним входом і трикутним фронтоном. Обабіч дверей — давньоєгипетські (гаторичні) колони. Кубічні капітелі декоровані ліпленими людськими головами. Над входом у міжвіконнях розташовані аркові ніші. В одній з них на другому поверсі вміщена жіноча скульптура зі схрещеними руками, на третьому — фігура зі здвоєною сопілкою, а на четвертому — орнамент. За визначенням дослідників, цей екзотичний декор надає кам'яниці рис унікальності.
Площина розділена міжповерховими гуртами. На верхніх поверхах фасад прикрашений лізенами. Вікна прямокутні. Два верхні аркові вікна на розкріповках оздоблені замковими каменями з ліпленими головами янголів.

Декор кам'яниці № 19-Б
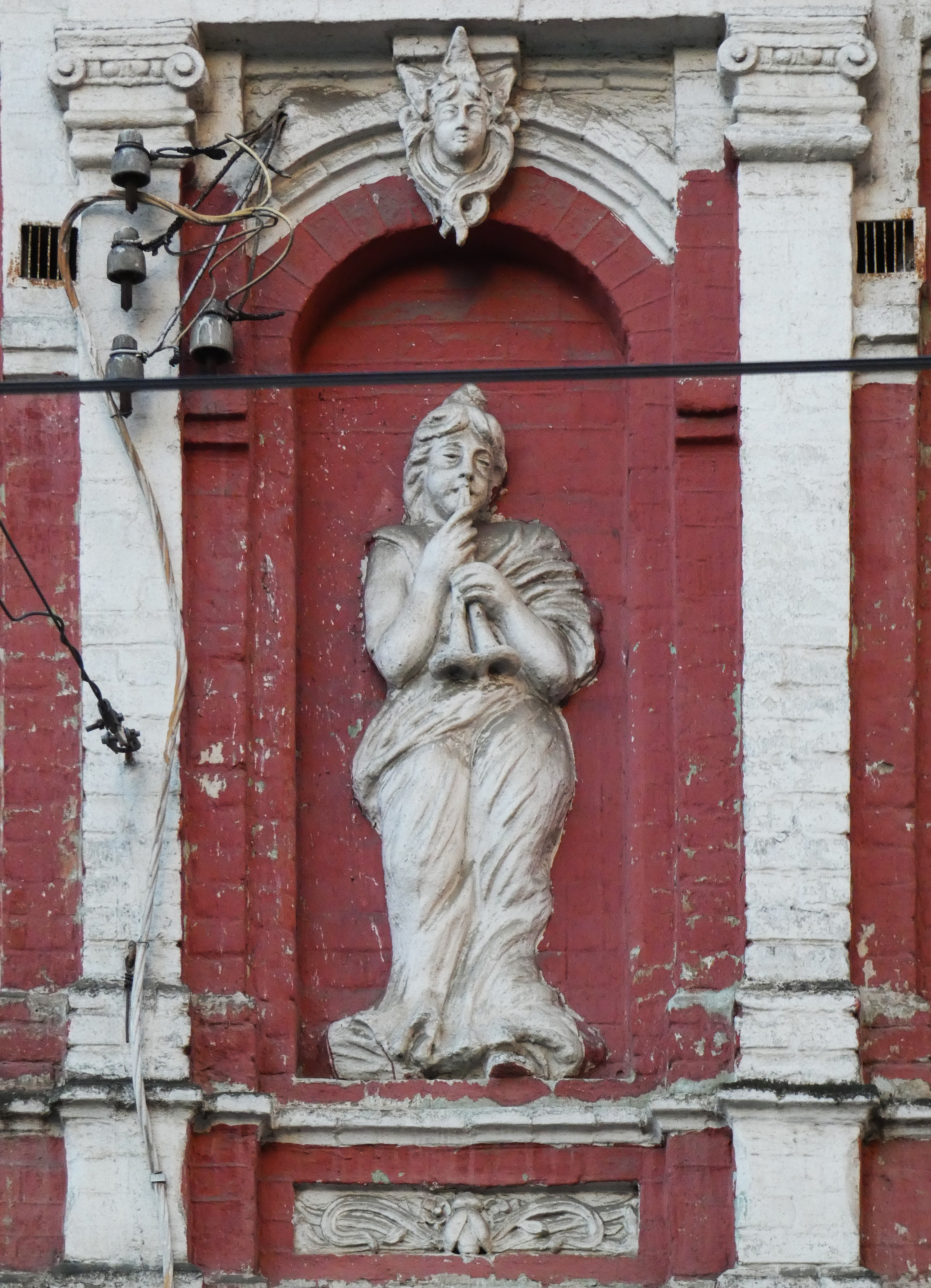
Музикантка
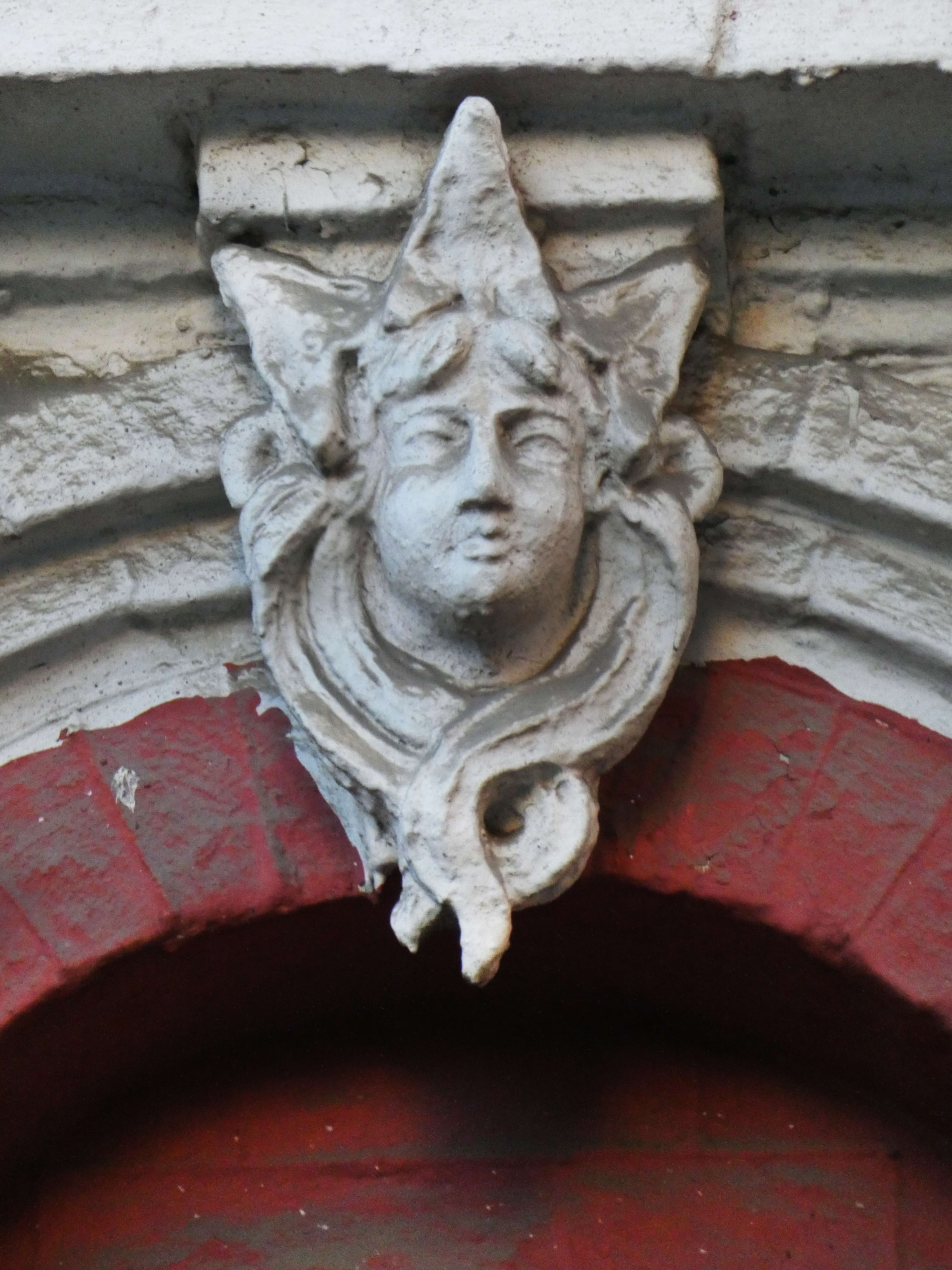
Маскарон
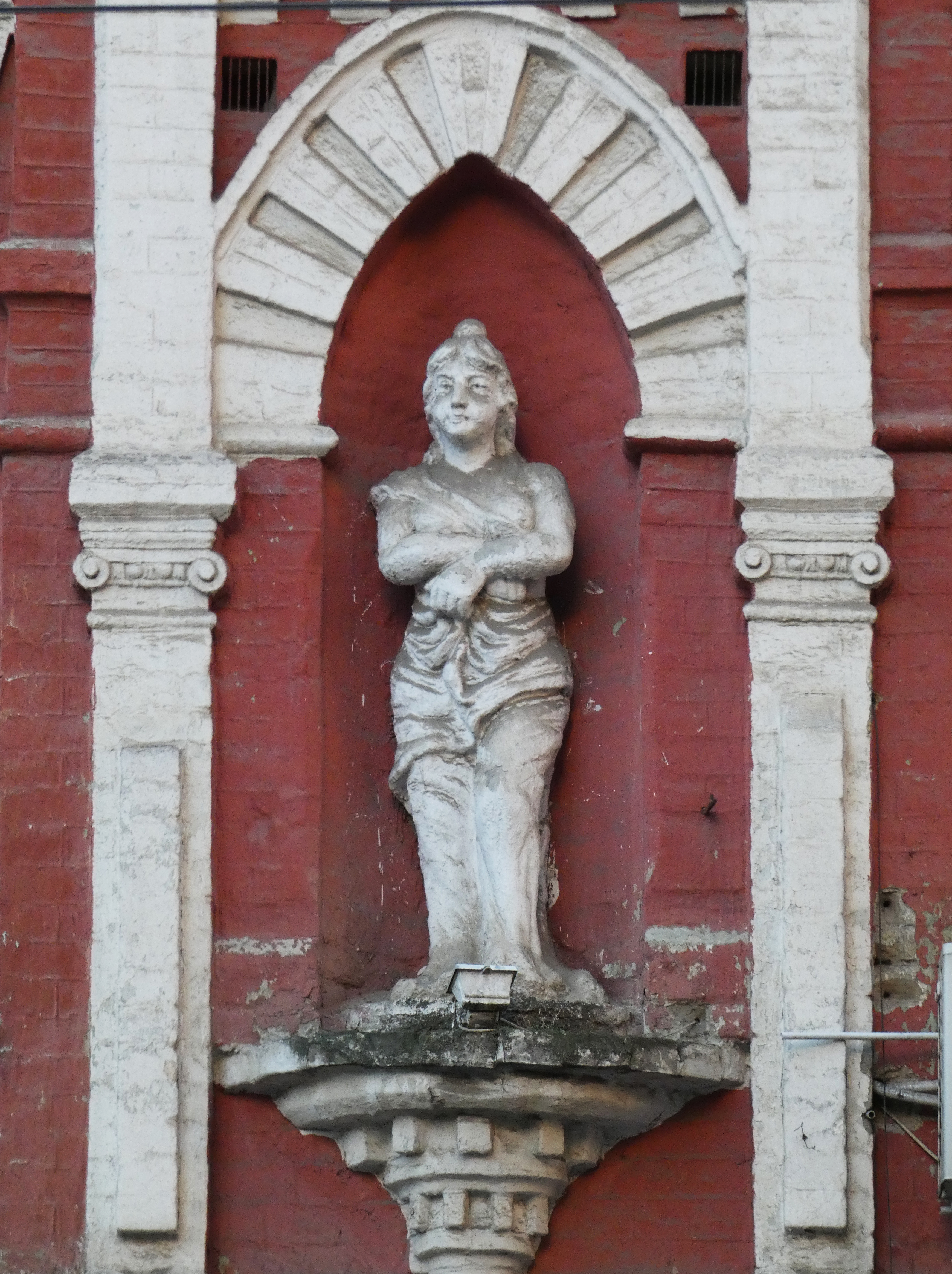
Скульптура